# Dominic Elmaloglou
Dominic Elmaloglou es un actor australiano, conocido por haber interpretado a Peter Browning en la serie G.P..

## Biografía
Es hijo de padre griego y madre inglesa. Es hermano de Peter Elmaloglou, los actores Rebekah Elmaloglou y Sebastian Elmaloglou
Dominic es padre del actor Connor Elmaloglou. Su tía es la famosa actriz Judi Dench.

## Carrera
En 1987 apareció por primera vez en la serie A Country Practice donde interpretó a Jimmy McKenzie durante el episodio "My Brother's Keeper: Part 1", posteriormente apareció de nuevo en la serie en 1989 donde interpretó en dos episodios a Mark Hamilton, finalmente apareció por última vez en la serie en 1991 donde dio vida a Tom Burnett durante el episodio "Camelot: Part 2".
En 1992 se unió al elenco de la serie G.P. donde interpretó a Peter Browning hasta 1994.
En 1996 apareció como personaje invitado la exitosa serie australiana Home and Away donde interpretó a Sebastian Harrison, el novio de Stephanie quien muere luego de perder su batalla contra su enfermedad terminal. Ese mismo año apareció en la serie Pacific Drive donde dio vida a Dale Sondergard.
En 1997 apareció en la serie Return to Jupiter donde dio vida a Abraham.

## Filmografía
- Series de televisión

| Año         | Serie              | Personaje          | Notas                        |
| ----------- | ------------------ | ------------------ | ---------------------------- |
| 1997        | Return to Jupiter  | Abraham            | 2 episodios                  |
| 1996        | Home and Away      | Sebastian Harrison | 7 episodios                  |
| 1996        | Pacific Drive      | Dale Sondergard    | -                            |
| 1992 - 1994 | G.P.               | Peter Browning     | 45 episodios                 |
| 1991        | Police Rescue      | Joven              | episodio "Angel After Hours" |
| 1989        | A Country Practice | Mark Hamilton      | 2 episodios                  |